# Клокичка трилиста
Клокичка трилиста (Staphylea trifolia) — вид чагарників або невеликих дерев із родини Клокичкові, поширений у східних та центральних районах Північної Америки.

## Біологічний опис
Високий чагарник чи невелике дерево до 5 м заввишки.
Пагони у ранній молодості слабо волосисті, потім голі, оливково-зелені або жовто-коричневі.
Листя трійчасте. Листочки еліптичні або яйцеподібні, до 11 см завдовжки і 6 см завширшки, загострені, гостро- і нерівнопільчасті, майже завжди зверху голі, знизу в молодості м'яко-волосисті, пізніше майже голі. Бічні листочки сидячі, кінцеві — на черешках до 4 см завдовжки.

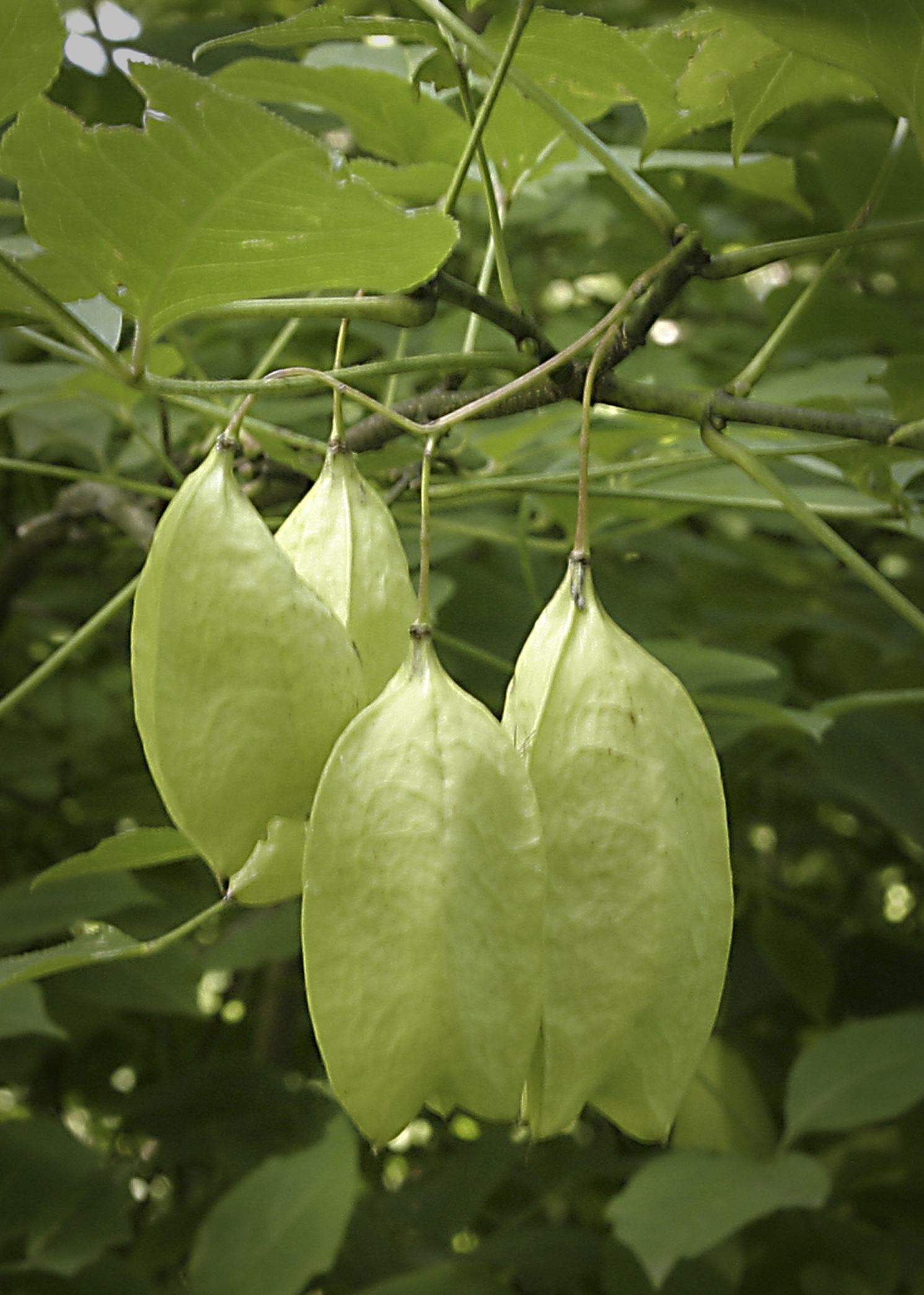
Молоді плоди Клокички трилистої

Рослина цвіте наприкінці травня — на початку червня протягом 10-12 днів. Квітки білі в похилих волотистих або зонтикоподібних суцвіттях. Плоди — трилопатеві коробочки до 5 см завдовжки і 2-3 см завширшки, дозрівають до кінця серпня. Зимостійкість висока.